# Капела видовданских хероја
Капела видовданских хероја или Капела видовданских јунака је православна капела и маузолеј која се налази на православном гробљу „Свети архангели Георгије и Гаврило” у Сарајеву. У крипти капеле су сахрањени сви чланови „Младе Босне” који су учествовали у Сарајевском атентату за које се знало где су умрли и где су сахрањени.

## Историја
Кости „видовданских хероја” су након Првог свјетског рата 7. јула 1920. године пренесени и сахрањени у заједничкој гробници у Сарајеву да би тек 1939. године након што је завршена Капела видовданских хероја, њихове кости биле коначно положене у крипти капеле испод плоче са натписом што је уједно испод олтара који се налази са друге стране тог зида где су урезана имена младобосанаца. Једино се унапред знало да се неће наћи кости Лазара Ђукића за којег нису постојали подаци ни где је умро ни где је сахрањен. Од учесника атентата који су живели дуго после слома Аустроугарске и краја Првог свјетског рата (због тога, између осталог, нису сахрањени у крипти капеле) су Мухамед Мехмедбашић, Цвјетко Поповић и Васо Чубриловић.
Кости Владимира Гаћиновића (идеолошког вође младобосанаца) су накнадно из Лозане (гдје је и отрован 1917. године) у Сарајево пренесени 1934. године и положени у првобитну заједничку гробницу. И његови кости су сахрањени 1939. у крипти капеле. На свим писаним траговима у најави капеле стоји да ће и његово име бити урезано на плочи али остаје нејасно зашто није јер на фотографијама са отварања капеле нема његовог имена.
Капела је подигнула црквена општина Српске православне цркве у Сарајеву са митрополитом дабробосанским Петром на челу. Капелу је пројектовао архитекта Александар Дероко у српско-византијском стилу. Капела видовданских хероја чува сећање и на православно гробље старо неколико векова које се некада налазила на месту данашње зграде Парламентарне скупштине Босне и Херцеговине и Зграде пријатељства између Грчке и Босне и Херцеговине. Када је подигнута та зграда, прастаро гробље је рашчишћено а један нарочити Одбор прегледао је све временом руиниране старе плоче и надгробне споменике. Капела је озидана од тог старог камена и то тако да су древни натписи углавном исписаних црквенословенским писмом остали видљиви на фасадама. На плочи уграђеној у капелу на којој се налази натпис „Видовдански хероји” са именима видовданских хероја стоје и Његошеви стихови симболични за идеолошко-слободарску оријентацију читавог видовданског култа српства: Благо томе ко довијек живи имао се рашта и родити.
У крипти капеле сахрањен је и архимандрит Венијамин Николиновић (1813–1916). На гробљу, близу капеле, сахрањени су и Стака Скендерова, Паулина Ирби и Глигорије Јефтановић.
Црквена општина Српске православне цркве у Сарајеву је управљала гробљем „Свети архангели Георгије и Гаврило” све до 2002. године када је управа пренета на КЈКП „Покоп” које је након паузе од 1965. године поново активирано. Процес враћања капеле у посед Српске православне цркве покренут је 2017. године тако да од 2017. године црквена општина СПЦ у Сарајеву је власник целог гробља.
Оштећена је у вандалском нападу 1996. године. Радови на уређењу капеле (обнова крова и степеништа) започети су пред стоту годишњицу Сарајевског атентата 2014. године а успешно су завршени јуна 2019. године.

## Списак сахрањених
У заједничкој гробници сахрањени су:
1. Гаврило Принцип
2. Богдан Жерајић
3. Владимир Гаћиновић
4. Недељко Чабриновић
5. Данило Илић
6. Вељко Чубриловић
7. Неђо Керовић
8. Митар Керовић
9. Михајло Мишко Јовановић
10. Јаков Миловић
11. Трифко Грабеж
12. Марко Перин

## Галерија
- Панорама гробља где се види и капела
- Капела, изгледом, подсећа на Цркву Светог Преображења у Новом Сарајеву коју је такође пројектовао Александар Дероко